# ASLinux Desktop
ASLinux Desktop este o distribuție spaniolă de Linux bazată pe Debian. Suportă interfața SATA, Bluetooth, Wi-Fi. 

## Legături externe
- Site oficial